# Шедлер, Густав
Густав Шедлер (нем. Gustav Schädler; 18 ноября 1883, Тризенберг, Лихтенштейн — 19 июня 1961, Вадуц, Швейцария) — лихтенштейнский государственный деятель, премьер-министр Лихтенштейна (1922—1928).

## Биография
Родился в семье фермера, занимавшегося общественной деятельностью в местной общине. В 1912 году получил высшее историко-педагогическое образование в Цюрихе, был членом лихтенштейнского студенческого братства «Rhenia». В 1914 году начал свою карьеру в качестве преподавателя в государственной школе Вадуце.
В 1919 году был назначен князем Иоганном II членом парламента. В 1920 году князь присвоил ему почетный титул профессора, вместе с Вильгельмом Беком он занялся вопросами конституционной реформы и проектом новой Конституции (1921). В марте 1922 года был избран от Народной партии в правительство, а в июне того же года стал премьер-министром Лихтенштейна. Возглавляемый им кабинет заключил
таможенный союз (1923), а затем и валютное соглашение с Швейцарией (1924) и занимался ликвидацией последствий прорыва плотины на Рейне в сентябре 1927 года. После скандала со сберегательными кассами Народная партия в 1928 году потерпела поражение на парламентских выборах и политик был вынужден вернуться к преподавательской деятельности. Ей он занимался до 1945 года.
Шедлер в течение многих лет работал корреспондентом Neue Zürcher Zeitung в Лихтенштейне, а с 1943 по 1944 год вместе с Отто Шедлером редактором газеты «Лихтенштейнское Отечество» (Liechtensteiner Vaterland). В марте 1943 года принял участие в собрании запрещённого Германского национального движения Лихтенштейна во Фридрихсхафене. Это обстоятельство, а также тот факт, что он публиковал во время Второй мировой войны статьи проплаченные немецкими клиентами, стали основанием для вынесения ему в 1946 году обвинительного приговора в виде шести месяцев тюремного заключения за запрещённую информационную деятельность.